# Noël Alexandre
Retrato de Noël Alexandre, no final do século XVII ou início do século XVIII
Noël Alexandre (em latim: Natalis Alexander; Ruão, 19 de janeiro de 1639 — Paris, 21 de agosto de 1724) foi um teólogo jansenista, escritor e historiador eclesiástico francês.

## Biografia
Alexandre nasceu em Ruão, na França. Em 1654, juntou-se aos dominicanos em sua cidade natal. Pouco depois de sua ordenação, foi nomeado professor (primeiro regente) de filosofia no Couvent des Jacobins em Paris, onde mais tarde foi sepultado.
O sucesso das palestras subsequentes de Alexandre na Sorbonne levou à sua escolha por Jean-Baptiste Colbert como tutor de seu filho, Jacques Nicolas Colbert, posteriormente arcebispo de Ruão. Alexandre obteve o grau de Doutor em Teologia pela Sorbonne em 1675 e por doze anos ensinou filosofia, teologia e direito canônico aos membros da comunidade de Saint-Jacques. Ele desempenhou um papel proeminente nos assuntos eclesiásticos e pregou várias vezes na presença de Luís XIV, que lhe concedeu uma pensão anual de 800 libras. Ele se tornou provincial de sua ordem em 1706, mas foi banido para Châtellerault em 1709 por subscrever o Cas de Conscience jansenista (1703), sendo privado de sua pensão em 1713 devido a sua oposição à bula pontifícia Unigenitus. Morreu em Paris em 21 de agosto de 1724, aos 85 anos, tendo perdido a visão algum tempo antes devido à sua extenuante atividade literária. Foi enterrado na igreja agora demolida do Couvent des Jacobins em Paris. Suas numerosas obras ainda são muito valorizadas pelos estudantes eclesiásticos.

## Obras
- Selecta historiae ecclesiasticae capita, et in loca ejusdem insignia dissertationes historicae, chronologicae, dogmaticae, 26 volumes, Paris, 1676-1686; 1687. Esta é a obra mais conhecida de Alexandre. Foi colocada no Index pelo Papa Inocêncio XI, por conta de sua ousada defesa das reivindicações do Galicanismo.[1]
- Selecta historiae Veteris Testamenti capita, 6 volumes Paris, 1689. É uma história do Antigo Testamento. Das numerosas edições da história eclesiástica de Alexandre a melhor é a de J. D. Mansi, que contém muitas notas e acréscimos valiosos (Luca, 1749) e tem sido frequentemente reimpresso.[1]
- Historia ecclesiastica Veteris Novisque Testamenti ab orbe condito ad annum post Christum natum millesimum sexcentesimum, et in longa ejusdem insignia dissertationes historicae, chronologicae, criticae, dogmaticae, 8 volumes, Paris, 1699; 1713; Veneza, 1730; nova edição revista e corrigida por Constantino Roncaglia, 9 volumes, Luca, 1739; Veneza, 1740-44; Ferrara, 1758-1762; outra versão revisada e corrigida por Giovanni Domenico Mansi, Luca, 1749; Veneza, 1771; Bassano, 1778; Veneza, 1778-1793; Bingen 1785-1790.[2]
- Abrégé de la foy et de la morale de l’Église, tirée de l’Écriture Sainte, Paris, 1686; 1688.[3]
- Theologia dogmatica et moralis, secundum ordinem catetchismi Concilii Tridentini, in quinque libros distributa, Paris, 1694; com muitas reedições: Colônia, 1698; Paris, 1703; Einsiedeln, 1768-1772; Veneza, 1783; versão resumida editada por Salvatore Roselli, Natalis Alexandri theologia dogmatica et moralis in epitomen redacta, 4 volumes, Roma, 1773. A edição original da obra traz a aprovação dos teólogos da Sorbonne Edme Pirot (18 de setembro de 1692), Nicolas Petitpied (setembro de 1693) e Gabriel Des Londes (11 de setembro de 1693). Esta é a principal contribuição de Alexandre à literatura teológica, na qual ele se mostra claramente um discípulo da escola tomista.[1]
- Apologie des dominicains missionnaires de la Chine ou Réponse au livre du père Le Tellier, jésuite, intitulé Défense des nouveaux chrétiens; et à l'éclaircissement du père Le Gobien de la même Compagnie, sur les honneurs que les Chinois rendent à Confucius et aux morts. Par un religieux docteur et professeur en théologie de l'ordre de saint Dominique, 2 vol., Colônia, herdeiros de Corneille d'Egmond, 1700 (publicado em Amsterdã).[4]
- Paralipomena theologiae moralis, seu variae de rebus moralibus epistolae, Delft, 1701.
- Expositio litteralis et moralis sancti Evangelii secundum quatuor evangelistas, Paris, 1702; numerosas reedições.
- Commentarius litteralis et moralis in omnes epistolas sancti Pauli et in septem epistolas catholicas, Ruão, 1710; Veneza, 1722; 1788.
- Dissertationum ecclesiasticarum trias, Paris, 1678.
- Dissertatio polemica de confessione sacramentali, adversus libros quatuor Johannis Dallaei calvinistae divinam ejus institutionem et usum in Ecclesia perpetuum impugnantis, Paris, 1678).
- Dissertationes historicae et criticae, quibus officium venerabilis sacramenti S. Thomae vindicabitur contra RR. PP. Henschenii et Pappebrochii conjecturas. Deinde titulus praeceptoris S. Thomae ex elogio Alexandri Halensis expungitur contra popularem opinionem, Paris, 1680.
- Dissertatio apologetica et anticritica adversus F. Claudium Frasse, seu Dissertationis Alexandrinae de vulgata Scripturae sacra versione vindiciae, Paris, 1682.
- Apologie des dominicains missionnaires de la Chine, ou, Réponse au livre du pere Le Tellier jesuite, intitule, Défense des nouveaux chrétiens, et à l’Éclaircissement du Charles Le Gobien de la même compagnie, sur les honneurs que les Chinois rendent à Confucius & aux morts, Colônia, 1699.
- Conformités des cérémonies chinoises avec l'idolatrie grecque et romaine e Sept lettres sur les cérémonies de la Chine (ambas publicadas em Colônia em 1700) são interessantes porque o marcam como um pioneiro no estudo da religião comparada.[1]
- Lettre d’un docteur de l’ordre de Saint-Dominique sur les cérémonies de la Chine, Paris, 1700.[5]
- Institutio concionatorum tripartita, seu praecepta et regulae ad praedicatores informandos cum ideis sive rudimentis concionum per totum annum, Delft, 1701; numerosas reedições.